# 掃き立て
掃き立て（はきたて）は、養蚕で、種紙についた蚕卵から孵化したばかりの毛蚕（けご）を、蚕卵紙から掃き集めおろし、新しい蚕座（さんざ）に移し広げることである。

## 概要
掃き立てのときに蚕座の面積を定めるために毛蚕の量をはかる。種紙を掃き立てる場合は、第1日目に少し孵化した蚕（走り蚕）を掃き捨て、掃き立て紙に包み、そののちに発生したものを掃き立てる。
掃き立てには、打ち落とし法、糠掃き法、桑掃き法、羽掃き法、ばら種掃き立て法などがある。（詳細については後述。）

## 主な種類
打ち落とし法
紙掃き法ともいう。蚕がよく発生した時、種紙の裏、手指の接触する部分の毛蚕を掃き落とし、掃き立て紙の上9～10cmくらいの高さで卵の付く面を下に向けて、種紙の裏を羽箒の柄で4～5箇所打つと、毛蚕は紙の上に落ちる。この毛蚕を取り、量をはかり、蚕座に移す。毛蚕の量を正確に知ることができる。発生のよい場合はこれでよいが、発生が悪く2回掃き立てしなければならない場合は、未発生の蚕卵に強い振動を与えることになるため、推奨されない。
糠掃き法
毛蚕が孵化した蚕卵台紙の上に糠を一様に撒いて呼び出し、クワを与える。しばらくすると毛蚕がクワの葉に取り付くので、糠とともに羽箒で掃きおろす。毛蚕を損傷することが少ないが、毛蚕の量を正確にはかることが難しいという欠点がある。
桑掃き法
毛蚕の発生した種紙の上に細かく刻んだクワを一面にまき、しばらくしてクワに蚕がとりついた所をクワとともに掃きおろす。また、掃き立て紙の上にクワをまき、種紙の面を下にして20分間ほど放置し、蚕がクワに移ったとき毛蚕の量にしたがって蚕座を作る方法もある（伏掃き法）。
羽掃き法
孵化した毛蚕を羽箒でやわらかく掃き落とす。毛蚕を傷つけやすいという欠点がある。
ばら種掃き立て法
蚕卵台紙大の大小2つの框を作り、大きい方の框の底に厚紙または布を張る。これに催青した散卵をかさならないように並べ、細かい糸網2枚を置き、さらに薄い紙をのせ、小さい方の框で網と紙をおさえる。毛蚕の出た時に内框を取り去り、網上に桑を与えるとしばらくして蚕はクワにとりつく。このとき上網を上げ、クワとともに蚕を移し、適当な大きさの蚕座を作る。また網は1枚で卵の移動を防ぎ、掃き立ての時、紙を覆い、そのうえにクワを与えると毛蚕は紙の裏に付く。このとき紙を上げ、掃き立て紙の上に蚕を掃きおろす。1回で毛蚕を分けることができなければ数回行う。